# Sri Lanka International 2006
Die Sri Lanka International 2006 im Badminton fanden vom 9. bis zum 12. November 2006 in Colombo statt.

## Sieger und Platzierte
| Disziplin    | Gold                         | Silber                             | Bronze                                     |
| ------------ | ---------------------------- | ---------------------------------- | ------------------------------------------ |
| Herreneinzel | Kenn Lim                     | Tan Chun Seang                     | Chong Li Qun                               |
| Herreneinzel | Kenn Lim                     | Tan Chun Seang                     | Nikhil Kanetkar                            |
| Dameneinzel  | Julia Wong Pei Xian          | Anita Raj Kaur                     | Norshahliza Baharum                        |
| Dameneinzel  | Julia Wong Pei Xian          | Anita Raj Kaur                     | Wong Miew Kheng                            |
| Herrendoppel | Chan Peng Soon Chang Hun Pin | Razif Abdul Latif Khoo Chung Chiat | Kok Leong Au Azrihanif Azahar              |
| Herrendoppel | Chan Peng Soon Chang Hun Pin | Razif Abdul Latif Khoo Chung Chiat | Razif Abdul Rahman Goh Ying Jin            |
| Damendoppel  | Jwala Gutta Shruti Kurien    | Haw Chiou Hwee Lim Yin Loo         | Anita Raj Kaur Chong Sook Chin             |
| Damendoppel  | Jwala Gutta Shruti Kurien    | Haw Chiou Hwee Lim Yin Loo         | Nadeesha Gayanthi Thilini Jayasinghe       |
| Mixed        | Chetan Anand Jwala Gutta     | Chan Peng Soon Haw Chiou Hwee      | Chameera Kumarapperuma Ariyadasa Sulochana |
| Mixed        | Chetan Anand Jwala Gutta     | Chan Peng Soon Haw Chiou Hwee      | Chang Hun Ping Lim Yin Loo                 |